# Psyllaephagus aquilus
Psyllaephagus aquilus är en stekelart som beskrevs av Edgar F. Riek 1962. Psyllaephagus aquilus ingår i släktet Psyllaephagus och familjen sköldlussteklar. Inga underarter finns listade i Catalogue of Life.